# Sergio Cortelezzi
Sergio Cortelezzi (Florida, 9 de setembro de 1994) é um futebolista uruguaio que joga como atacante no Nacional.

## Carreira
Nascido em Florida. Joga como atacante.
Formado na base do Nacional, foi incorporado ao elenco principal com apenas 16 anos de idade.

## Seleção Uruguaia
Disputou o Campeonato Sul-Americano Sub-15 de 2009 na Bolívia. Em 2011, disputou o Campeonato Sul-Americano Sub-17 de 2011 no Equador e o Campeonato Mundial Sub-17 de 2011 no México.

## Títulos

### Outras conquistas
Nacional
- Copa Bimbo (1): 2011